# Synagoge Detmold
Die Synagoge Detmold war das Gotteshaus der Jüdischen Gemeinde Detmold. Sie stand an der Lortzingstraße, wurde im Jahr 1907 errichtet und fiel in der Reichspogromnacht vom 9. auf den 10. November 1938 einem Brandanschlag zum Opfer.

## Geschichte

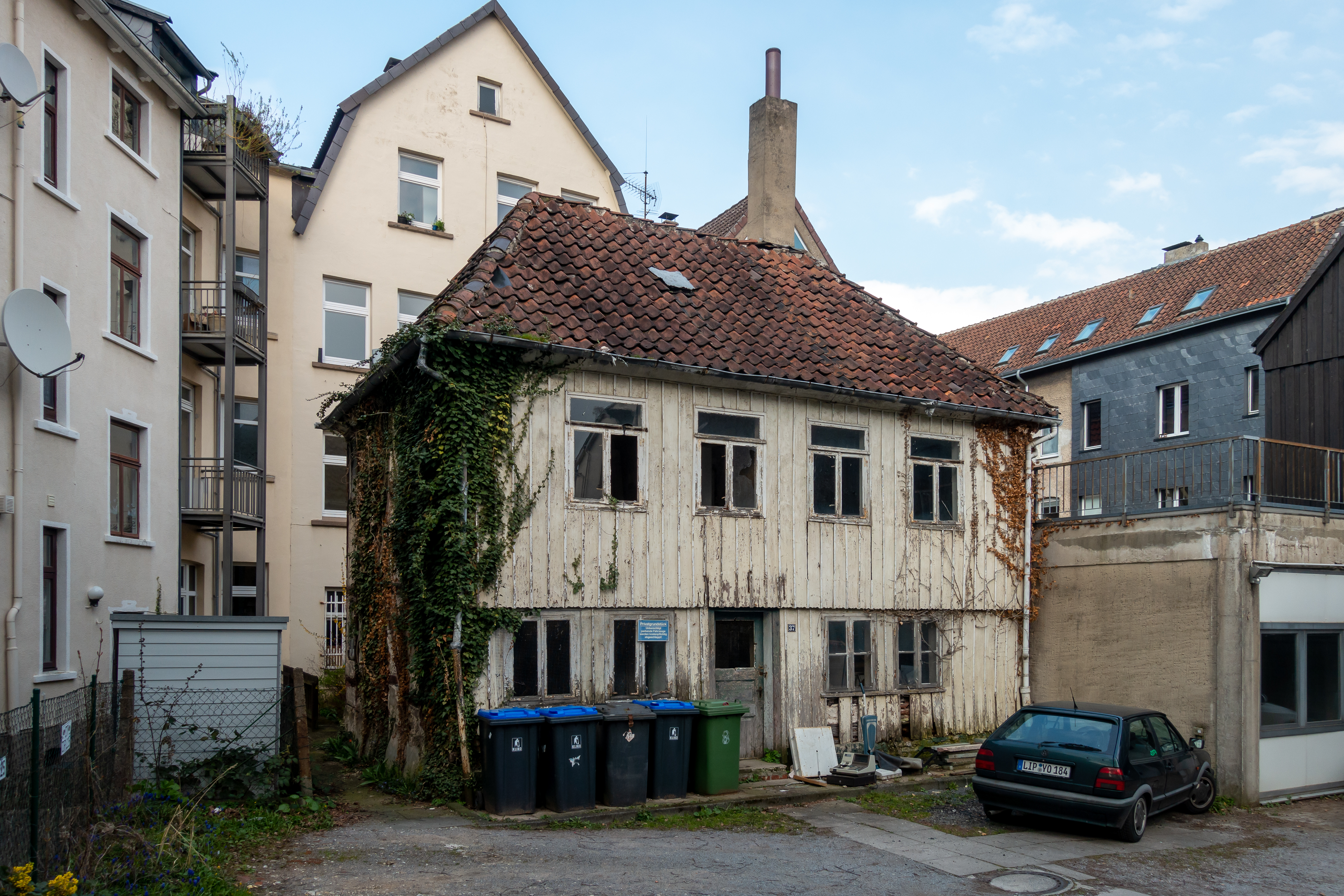
Hofsynagoge

Das älteste noch erhaltene Gebäude in Detmold, das von 1633 bis 1742 als Synagoge diente, steht in der Bruchmauerstr. 27. Die sogenannte Hofsynagoge ist eine der frühesten freistehenden Synagogen des neuzeitlichen Judentums und ein Beweis für die Existenz jüdischen Lebens in Detmold im 18. Jahrhundert. Das in einem Hinterhof versteckte Bethaus entstand, als jüdische Familien nach der Vertreibung im Jahr 1614 wieder nach Detmold kamen. Bereits 2010 wollte der Besitzer das unscheinbare Haus abreißen lassen, was ihm aufgrund seiner historischen Bedeutung verweigert wurde. Nach wie vor (Stand Juli 2022) versucht der Eigentümer, das dem Verfall preisgegebene Gebäude zugunsten von Parkplätzen abzubrechen. Versuche der Stadt, es zu erwerben, blieben Medienberichten zufolge bislang erfolglos.

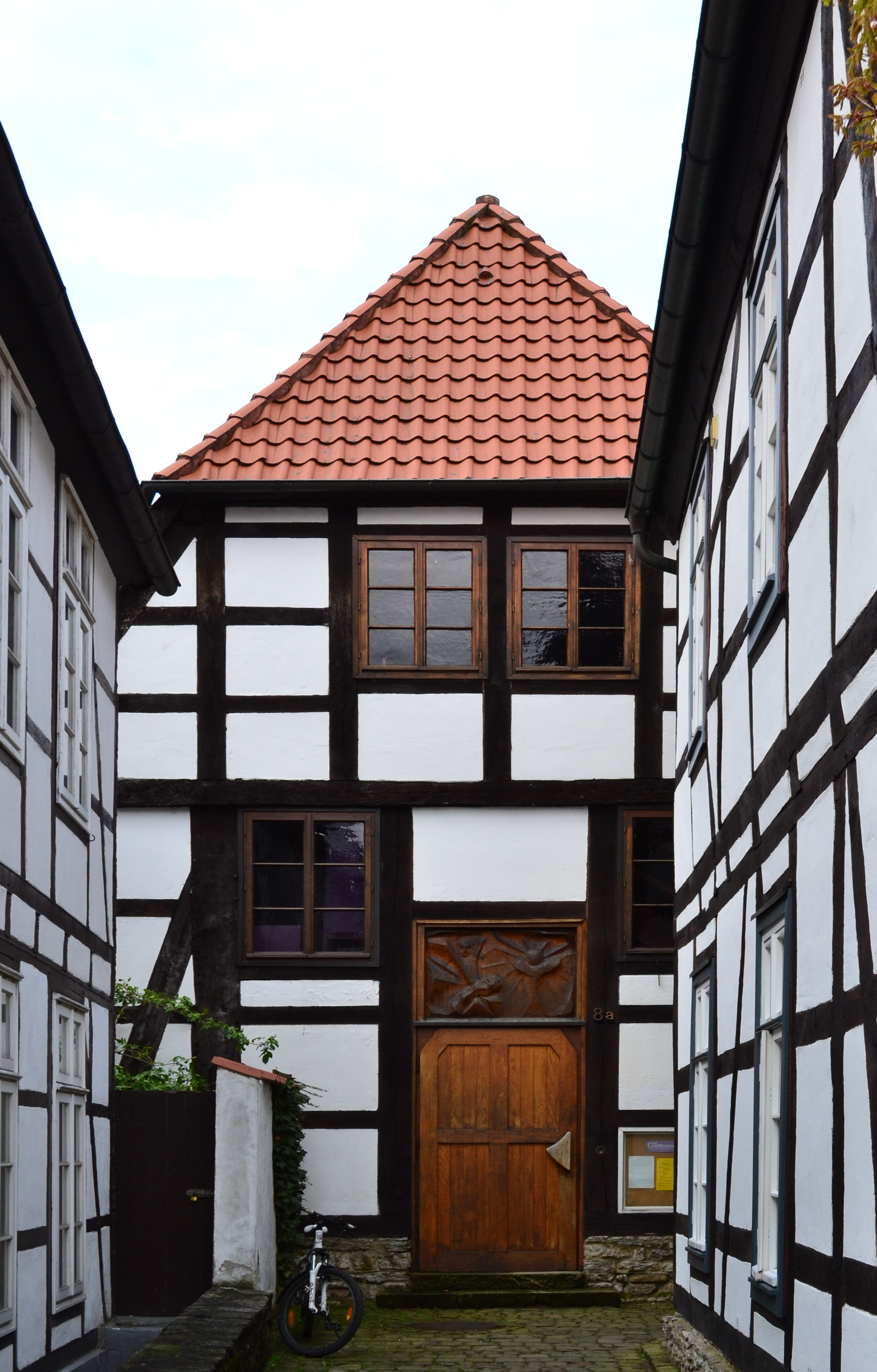
Fachwerksynagoge

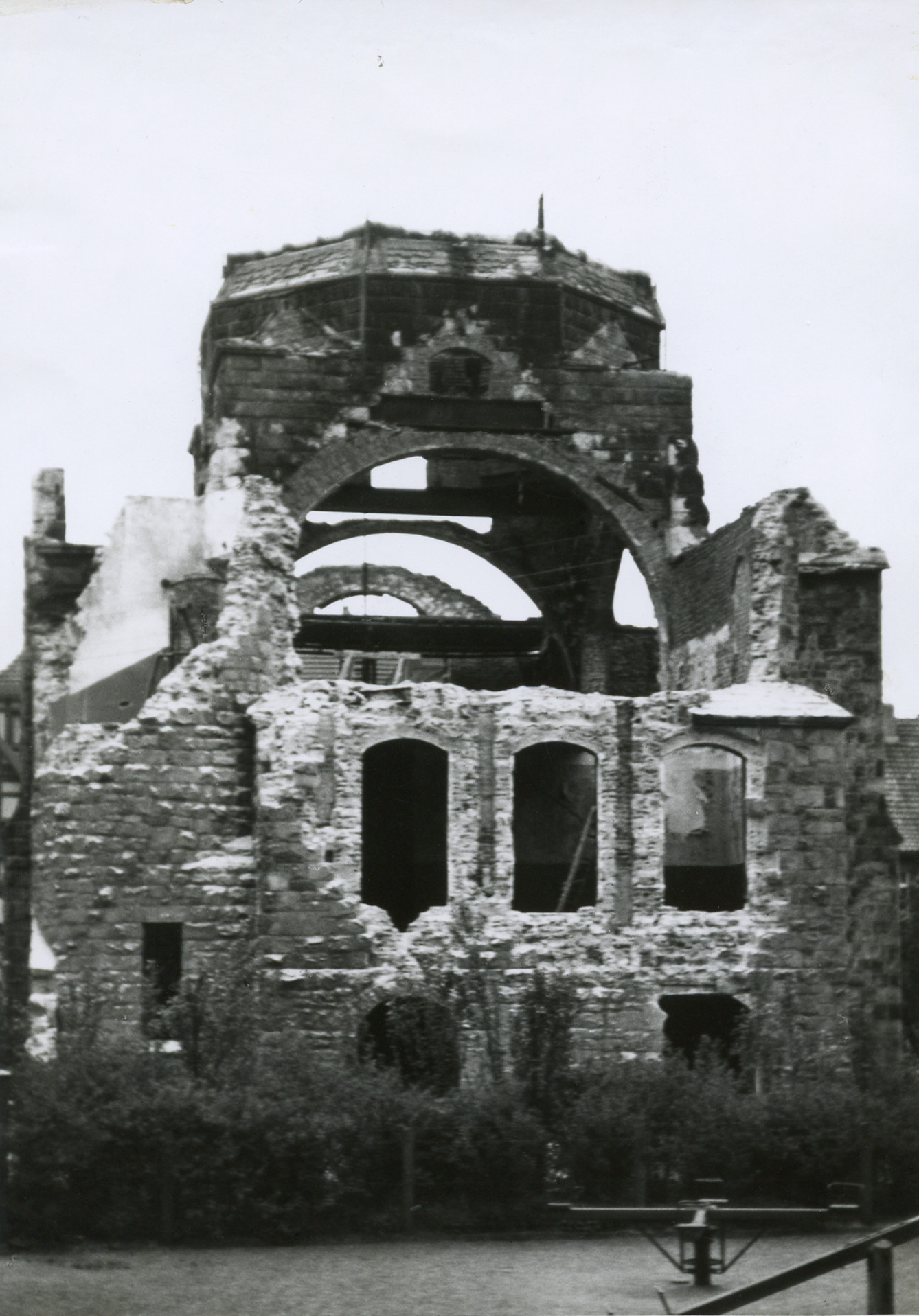
Die zerstörte Synagoge 1939

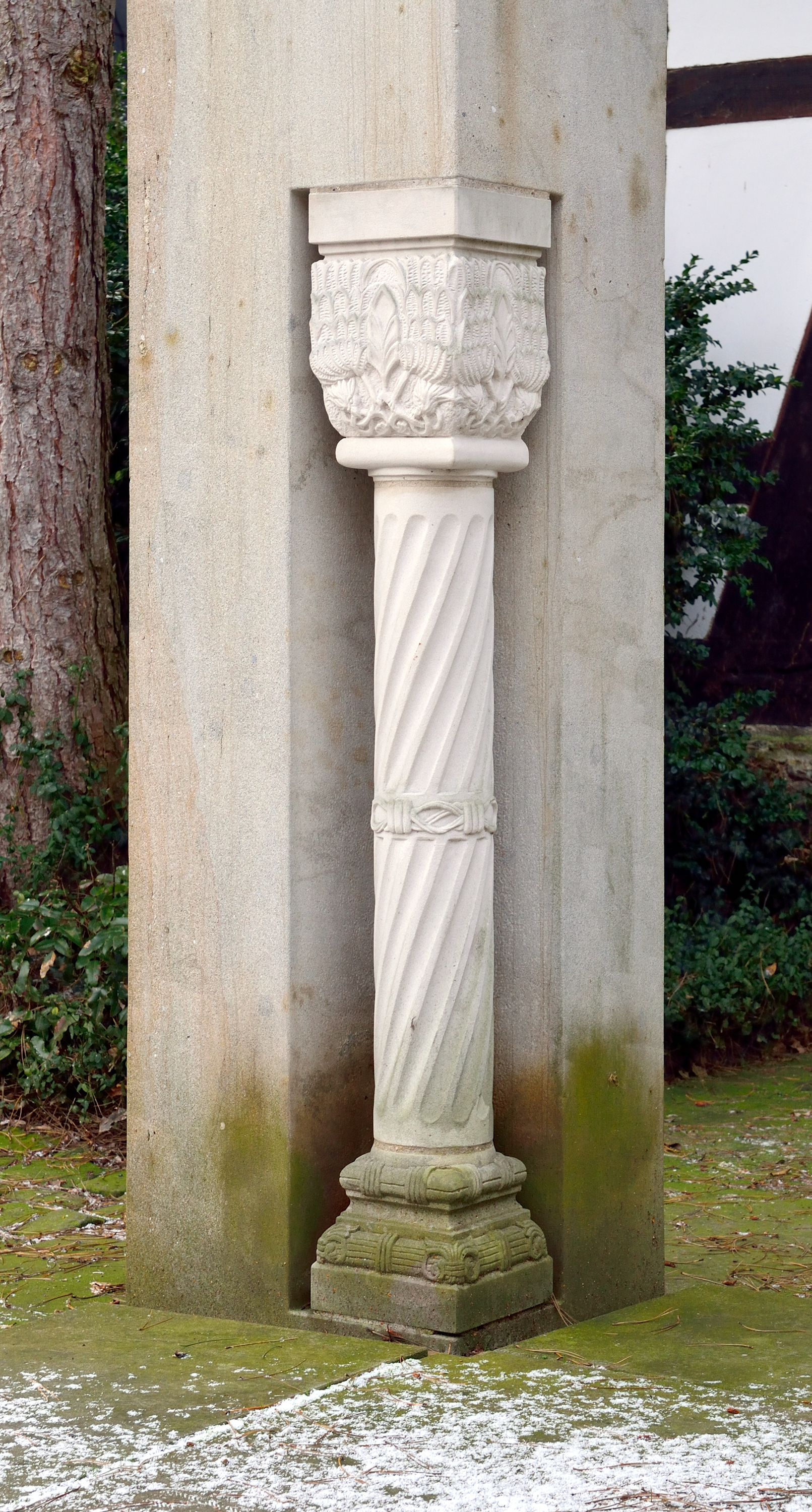
Replikat einer der Portalsäulen an der Gedenkstätte bei der Fachwerksynagoge

Von 1742 bis 1905 nutzten die Juden in Detmold die Fachwerksynagoge an der Exterstraße. Anfang des 20. Jahrhunderts plante die Gemeinde den Bau eines neuen Gotteshauses und veräußerte das bisher genutzte Gebäude für 19.000 Mark an den Gastwirt Wilhelm Schmidt.
Als Standort für die neue Synagoge wurde ein Platz gewählt, der repräsentativ in der Nähe des Schlosses und des Hoftheaters lag. Auf dem Grundstück, das die Gemeinde der Fürstlichen Rentkammer für 10.250 Mark abgekauft hatte, entstand bis 1907 das Bauwerk nach Plänen des Detmolder Architekten Louis Blecher (* 1879 in Dillenburg). Die festliche Einweihung fand am 17. Mai 1907 im Beisein von Fürst Leopold IV. und Fürstin Bertha statt. Versammelt war auch die lokale Prominenz, darunter Staatsminister Max Freiherr von Gevekot, Bürgermeister Robert Wittje, Landrat Karl Heinrich Piderit, August Riekehof-Böhmer und Landgerichtspräsident Otto Preuß.
Zwei Tage später, am 19. Mai 1907, fand ein Festbankett statt. In seiner Rede äußerte der Vorsteher der jüdischen Gemeinde, Alex Meyer, den Wunsch, daß niemals der Tag kommen möge, wo Mißgunst und Neid und Abneigung etwas anderes schaffen, und an die Stelle des Friedens den Unfrieden setzen.... Aber schon im März 1920 und im Oktober 1923 kam es zu antisemitischen Aktionen. Die Türen der Synagoge wurden mit Steinen blockiert und Zettel mit Hakenkreuzen am Gebäude angebracht.
In der Nacht zum 10. November 1938, der Reichspogromnacht, wurde unter der Leitung von Adolf Wedderwille und dem Ortsgruppenleiter der NSDAP Hugo Preyer durch Landesbranddirektor Robert Günther gegen 2 Uhr in der Nacht ein Feuer gelegt.

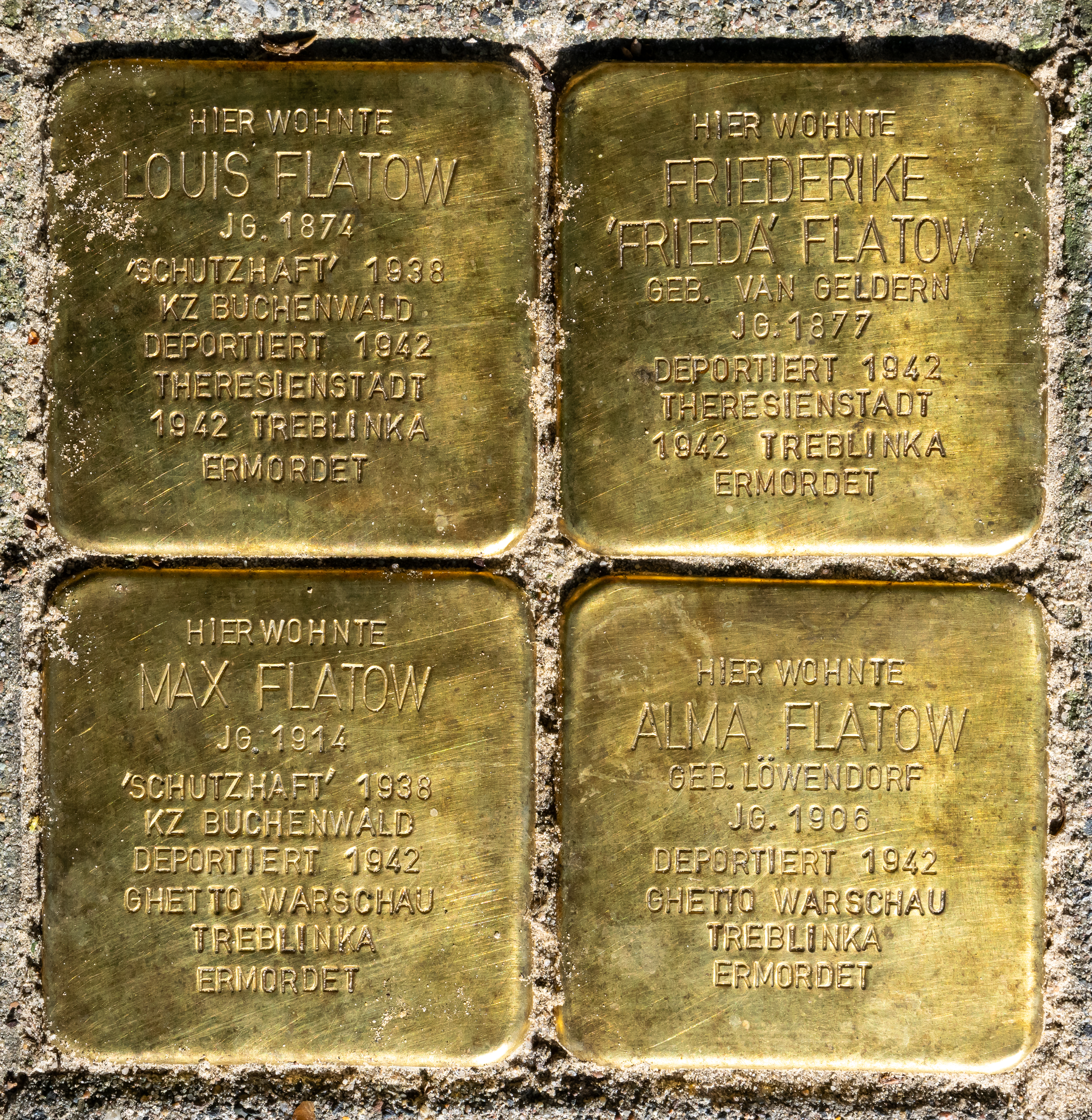
Stolpersteine Familie Flatow

Die Feuerwehr verhinderte lediglich ein Übergreifen der Flammen auf die benachbarten Bauwerke. Die Familie des Synagogendieners Louis Flatow wurde gewalttätig aus ihrer Wohnung geholt, er wurde später ins Konzentrationslager Buchenwald deportiert, die gesamte Familie überlebte den Krieg nicht.
Von dem Gebäude blieben nur noch Ruinen übrig. Im April 1939 wurden die Überreste durch den Detmolder Unternehmer Hermann Oberjasper abgetragen, das noch verwertbare Material, darunter Eisenträger und die Portalsäulen, ging in seinen Besitz über. Tatsächlich hat die NSDAP die Abbruchkosten übernommen, nicht aber die Kosten für die Beseitigung der Schäden an den Nachbargrundstücken, dies blieben dann doch Sache der Stadt. Das Grundstück wurde im Februar 1940 für 3500 Reichsmark an die NSDAP veräußert, der geplante Bau eines Parteihauses jedoch nicht ausgeführt.
Der Oberstaatsanwalt in Detmold führte in seiner Verfahrenseinstellung vom 6. August 1948 zur Inbrandsetzung der Synagoge in Detmold 1938 dazu aus: „Das Verfahren gegen folgende Personen, deren Mitwirkung bei den Gewalttätigkeiten gegen die Synagoge in Detmold in der Nacht vom 9./10. November 1938 festgestellt ist oder in Frage kommt, wird eingestellt, weil sie verstorben sind:
1. Früherer Kreisleiter Adolf Wedderwille
2. Ortsgruppenleiter Hugo Preyer
3. Hitler-Jugend-Bannführer Reimar Sandvoss
4. Studiendirektor Beetz
5. Lebensmittelhändler Hans Kaul
6. Sprengmeister Konstantin Lappisch
7. Landesbranddirektor Robert Günther.“ (Landesarchiv NRW, Abteilung OWL, D 21 B Nr. 2366 (Aktenzeichen der Staatsanwaltschaft 1 Js 1869/46))[9]

Die Ermittlungen hatten ergeben, dass der damalige NSDAP-Kreisleiter und stellvertretende Staatsminister Adolf Wedderwille die treibende Kraft bei der Zerstörung der Detmolder Synagoge gewesen ist. Ihn hätte das Gericht verurteilen müssen, Wedderwille starb aber schon im Mai 1947. Das Verfahren gegen weitere 54 Personen wurde eingestellt, da nicht nachweisbar war, dass sie sich an der Zerstörung der Inneneinrichtung der Synagoge in Detmold oder an ihrer Inbrandsetzung beteiligt hatten. Zu ihnen zählen auch der Bürgermeister Hans Keller und der Landesarchivdirektor Eduard Wiegand, die Bestätigungen beibringen konnten, dass sie nicht am Orte des Geschehens weilten.  Zwei weitere Personen waren unbekannt verzogen und bei einer erschien es zweifelhaft, ob das Verhalten schon als Teilnahme an dem Landfriedensbruch zu bewerten sei.

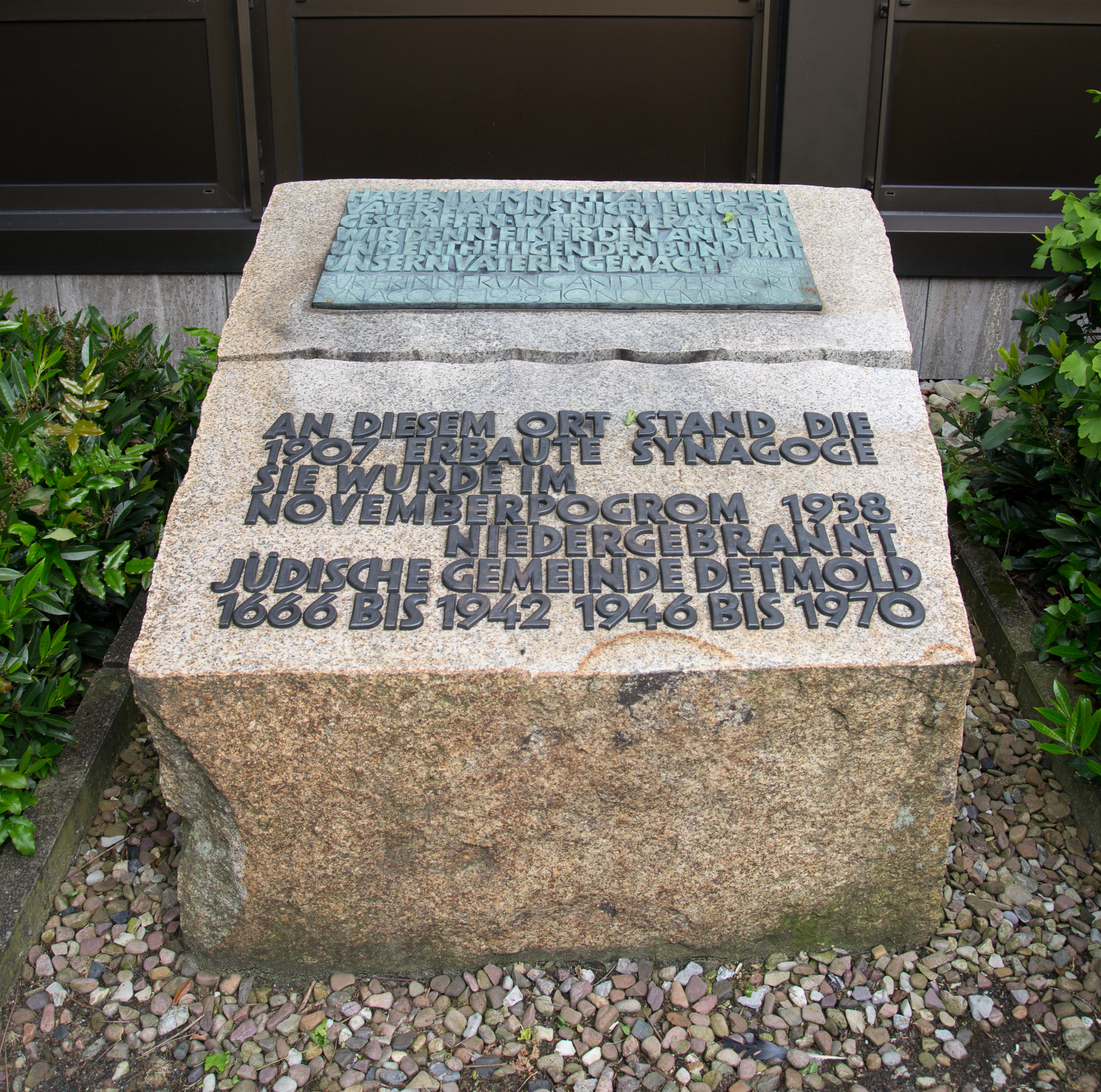
Gedenksteine an der Lortzingstraße

Einige Kultgegenstände überstanden die Zerstörung und befinden sich heute im Lippischen Landesmuseum. Vier Portalsäulen, die ebenfalls erhalten geblieben sind, wurden in ein Denkmal im Hof der Fachwerksynagoge integriert. Sie wurden mittlerweile durch Replikate ersetzt.
Nach dem Krieg versuchte die neugegründete Jüdische Gemeinde, gegenüber der Stadt Detmold eine Rückerstattung und Entschädigung durchzusetzen. Da der Unternehmer Oberjasper nicht zu einer Herausgabe der Eisenträger bereit war und sich der Gemeindevorsitzende Tobias Blaustein nicht mit dem leeren Grundstück an der Lortzingstraße zufriedengeben wollte, schlug die Stadt als Ersatz das Grundstück Allee 13 (heute Allee 29) inklusive Bebauung vor. Nach dieser Einigung zwischen der Stadt Detmold und der Jewish Trust Corporation (JTC) ging das Grundstück am 3. Oktober 1953 in den Besitz der JTC über. Das Gebäude wurde am 11. September 1955 als Synagoge eingeweiht. Das Grundstück an der Lortzingstraße wurde 1958 an die Familienfürsorge Lebensversicherung verkauft, die darauf ein Verwaltungsgebäude errichtete.
1962 reifte in den reformierten Pfarrern Heinrich Bödeker (Detmold) und Peter Gleiss (Remmighausen) die Idee zu einer Gedenkstätte für die zerstörte Synagoge. Mit Unterstützung des Landessuperintendenten D. Udo Smidt ließen sie durch den Grafiker Kurt Wolff eine Gedenktafel erstellen, die am 10. November 1963 am Gebäude der Familienfürsorge angebracht wurde. Sie trägt die Inschrift
Haben wir nicht alle einen Vater? Hat uns nicht ein Gott geschaffen? Warum verachten wir denn einer den andern und entheiligen den Bund mit unsern Vätern gemacht? Maleachi 2, Vers 10. Zur Erinnerung an die zerstörte Synagoge 1938. 10. November 1963. (Mal 2,10 )
Das Bibelzitat stand zuvor als Inschrift über dem Eingang der Detmolder wie auch anderer Synagogen. Es sollte jedoch in ihrer ursprünglichen Funktion nicht die Versöhnung der Religionen propagieren, sondern beschwor die Einheit der zersplitterten jüdischen Gemeinden.
Die Detmolder Juden haben sich 1970 zusammen mit den Herfordern in der Kultusgemeinde Herford-Detmold zusammengeschlossen.
In den 1980er Jahren kam es auch in Detmold zu einer verstärkten Auseinandersetzung mit der nationalsozialistischen Vergangenheit. 1988 besuchte mit Unterstützung des Detmolder Bürgermeisters Friedrich Brakemeier eine Gruppe jüdischer Gäste die Detmolder Gedenkstätten. Insbesondere der 1916 in Detmold als Rudi Heilbrunn geborene und 1933 mit seiner Familie nach Palästina emigrierte Uri Lev-Ron beklagte sich über Größe und Inschrift der Gedenktafel. Er regte stattdessen einen Gedenkstein an mit der Inschrift „An diesem Ort stand die 1907 erbaute Synagoge. Sie wurde im Novemberpogrom 1938 niedergebrannt. Jüdische Gemeinde Detmold 1666 bis 1942–1946 bis 1970“. Der Bildhauer Dorsten Diekmann schuf daraufhin einen zweigeteilten Stein, auf dessen oberem Teil die alte Gedenktafel angebracht wurde, während sich auf dem unteren, zur Straße gewandten Teil die neue Inschrift von Uri Lev-Ron befindet. Dieser neue Gedenkstein wurde am 10. April 1994 eingeweiht.
Eine weitere Gedenkstätte, die später auf Wirken des Archivpädagogen Wolfgang Müller um Gedenktafeln mit Namen von ermordeten Detmolder Juden ergänzt wurde, befindet sich seit 1988 im Hinterhof der alten Synagoge an der Exterstraße.

## Architektur
Bei der Synagoge handelte es sich um einen Zentralbau im neuromanischen Stil. Die mittige, oktogonale Spitzkuppel war mit einem Davidstern bekrönt. Der Grundriss war kreuzförmig. Die Risalite nach Norden, Westen (Lortzingstraße) und Süden enthielten große Fenster. Das westliche Fenster zeigte als Motiv den siebenarmigen Leuchter und die Inschrift „Der Herr ist mein Licht“. Das südliche Fenster zeigte den Schofar und die Inschrift „Gedenke unserer zum Leben“. Das Fenster an der Nordwand hatte als Motiv Palmenzweige und enthielt die Inschrift „Danket dem Herren“. Die Giebelspitzen wurden von Gebotstafeln geschmückt.
Ein dreigeschossiger Anbau an der Ostseite enthielt eine Bibliothek, ein Schulzimmer, einen Versammlungsraum und die Wohnung für den Synagogendiener.
An der Lortzingstraße führte eine großzügige Freitreppe zum säulengeschmückten Kleeblattbogen-Portal. Seiteneingänge zu beiden Seiten des Hauptportals befanden sich in kleinen Türmchen mit geschweiften Turmhauben. Sie führten zu der Empore, die an drei Seiten der Synagoge entlanglief und Platz für 88 Besucher bot. Weitere 154 Besucher fanden im Erdgeschoss Platz.